# 安娜·奥尔松 (皮划艇运动员)
安娜·奥尔松（瑞典語：Anna Olsson，1964年3月14日—），瑞典女子皮划艇运动员。她曾代表瑞典参加1984年、1988年、1992年、1996年和2000年夏季奥林匹克运动会皮划艇比赛，共获得一枚金牌、一枚银牌和二枚铜牌。